# Borá
Borá é um município brasileiro do interior do estado de São Paulo. Sua população estimada pelo Instituto Brasileiro de Geografia e Estatística (IBGE) para 1.º de julho de 2021, era de 839 habitantes. Até 2014, Borá era o município menos populoso do país. A partir daquele ano, passou para a segunda posição, perdendo para a cidade mineira de Serra da Saudade, o menor município brasileiro em população, com estimativa de 771 habitantes para 1.º de julho de 2021.
Nas eleições de 2014, Borá registrou 806 votos válidos, para um total de 835 habitantes. Nas mesmas eleições, Serra da Saudade registrou 697 votos válidos, para um total de 822 habitantes.

## Toponímia
"Borá" procede do tupi antigo m'borá, que designa a abelha homônima.

## História
O início do povoamento de Borá deu-se por volta de 1918, quando os membros da família Vedovatti, atravessando as águas do Borá, iam a Sapezal, cidade em que faziam seu comércio de gêneros alimentícios.
Em 1919, chegaram as famílias portuguesas de Manuel Antônio de Sousa, Antônio Caldas e Antônio Troncoso, construindo suas residências no acampamento dos engenheiros, localizado na fazenda de propriedade de Dionísio Zirondi.
A eles, o Município deve a abertura das primeiras picadas ligando-o ao distrito de Sapezal e ao município de Paraguaçu Paulista.
Em fins de 1923, José da Costa Pinto doou um alqueire de suas terras, que se situavam no centro das propriedades, para que fosse erguida a capela Santo Antônio de Borá, conforme ficou sendo conhecida a localidade.
Em 31 de março de 1965, Borá foi elevada à categoria de município.

## Geografia

### Hidrografia
- Rio do Peixe

### Rodovias
- SP-284
- SP-421

## Demografia

### População
| Crescimento populacional                             | Crescimento populacional | Crescimento populacional | Crescimento populacional |
| Ano                                                  | População Total          |                          | %±                       |
| ---------------------------------------------------- | ------------------------ | ------------------------ | ------------------------ |
| 1970                                                 | 1 270                    |                          | —                        |
| 1980                                                 | 866                      |                          | −31,8%                   |
| 1991                                                 | 751                      |                          | −13,3%                   |
| 2000                                                 | 795                      |                          | 5,9%                     |
| 2010                                                 | 805                      |                          | 1,3%                     |
| 2022                                                 | 907                      |                          | 12,7%                    |
| Est. 2024                                            | 928                      | [ 13 ]                   | 2,3%                     |
| Fontes: Censos Demográficos IBGE e Estimativas SEADE |                          |                          |                          |

### Dados demográficos
Dados do Censo - 2000
- Mortalidade infantil até 1 ano (por mil): 8,19
- Expectativa de vida (anos): 75,97
- Taxa de fecundidade (filhos por mulher): 2,30
- Taxa de Alfabetização: 88,91%
- Índice de Desenvolvimento Humano (IDH-M): 0,794
  - IDH-M Renda: 0,686
  - IDH-M Longevidade: 0,850
  - IDH-M Educação: 0,845

(Fonte: IPEADATA)

### Facebook
Em 2011, foi a cidade com maior índice de acessos no Facebook no Brasil: 93% de sua população com idade maior que treze anos era cadastrada na rede social. Esse recorde foi motivado por uma campanha de marketing realizada em Borá pela marca de balas Halls, que criou os perfis.

## Infraestrutura

### Comunicações
O sistema de telefones automáticos foi inaugurado na cidade em 1985 pela Telecomunicações de São Paulo (TELESP), que também implantou o sistema de discagem direta à distância (DDD) em 1989 com o código de área (0183). Anteriormente a cidade era atendida pela Companhia de Telecomunicações do Estado de São Paulo (COTESP).
Na década de 90 o código DDD da cidade foi alterado para (018), para padronização do sistema telefônico com a telefonia celular que estava sendo implantada em todo o estado.

## Religião
O Cristianismo se faz presente na cidade da seguinte forma:

### Igreja Católica
- A igreja faz parte da Diocese de Assis.[23]

### Igrejas Evangélicas
- Assembleia de Deus Ministério do Belém.[24][25]
- Congregação Cristã no Brasil.[26]